# Jan Arie Bor
Jan Arie Bor (Rotterdam, 12 november 1923 - 25 november 1995) is een Nederlands voormalig militair met de rang van kolonel in de Koninklijke Landmacht. Van 1947 tot en met 1979 was hij officier bij Koninklijke Landmacht.

## Levensloop
In 1943 wordt Bor in het kader van de Arbeitseinsatz opgepakt en komt hij terecht in een werkkamp bij Gdansk (Polen). Het kamp waar Bor tewerkgesteld is bestaat naast Italianen en Polen voor het grootste deel uit Russen en zodanig leert hij de Russische taal. Op 31 maart 1945 wordt het kamp bevrijd door de Russen en moet Bor zien terug te komen naar Nederland. 
Tijdens zijn terugreis naar Nederland komt Bor in contact met de Britten, die zijn Russische talenkennis goed kunnen gebruiken. Hij krijgt een uniform en de rang van sergeant en verricht tolkenwerk voor de Britten in het door de geallieerden verdeelde Berlijn. Hij heeft in deze periode veel contact met Russen, die via Berlijn onderweg zijn naar hun demobilisatiebestemming in de USSR. In de zomer van 1945 keert hij terug naar Nederland. Niet lang na aankomst wordt hij bij de Koninklijke Landmacht aangesteld als tijdelijk-sergeant tolk/vertaler Russisch en wordt hij teruggestuurd naar Duitsland om te helpen bij de repatriëring van Nederlanders uit Oost-Duitsland, dit doet hij tot 1947, waarna hij eervol wordt ontslagen om op dezelfde dag te worden aangesteld als beroepsmilitair. 
Bor gaat naar de School Reserve Officieren Infanterie (SROI) gevolgd door de KMA in 1948. In oktober 1950 vertrekt Bor als tweede luitenant der infanterie (C-mitrailleurpeloton) naar Korea. In deze periode raakt het Nederlandse Detachement Verenigde Naties (NDVN) betrokken bij zware gevechten, waar onder meer de bataljonscommandant luitenant-kolonel M.P.A. den Ouden sneuvelt. 
Bor keert in 1951 in Nederland terug en gaat aan de slag op de net opgerichte School Militaire Inlichtingendienst (SMID) als docent Russisch. In 1953 gaat Bor voor een tweede maal naar Korea, nu als S2 van de NDVN, onder luitenant-kolonel Knulst. Knulst, Engelandvaarder en oud-medewerker van het Bureau Inlichtingen (BI), geeft Bor de opdracht zich de organisatie van de Amerikaanse inlichtingencompagnie eigen te maken. Ondertussen wordt in Nederland, formeel op 1 maart 1954 101 Militaire Inlichtingendienst Compagnie (101 MIDcie) opgericht. Bor keert in oktober 1954 uit Korea terug en deelt zijn bevindingen met de landmachtstaf die hem de opdracht geeft invulling te geven aan de oprichting van 101 MIDcie. Op 3 januari 1955 opent hij een vleugel in gebouw L op de legerplaats ’t Harde (nu Luitenant-kolonel Tonnetkazerne) en het eerste personeel stroomt diezelfde maand binnen.
Al in de zomer van 1956 draagt Bor het commando over aan de kapitein Koene (Engelandvaarder en oud-medewerker BI), en vertrekt hij als waarnemer naar het Midden-Oosten voor de United Nations Emergency Force (UNEF) die een einde moet brengen aan de Suezcrisis. Bor brengt daaropvolgende jaren ook door in het Midden-Oosten, in 1957 als waarnemer in Syrië en in 1958 is hij getuige van de Libanoncrisis.
Van 1961 tot 1963 volgt Bor de Hogere Krijgsschool en na verschillende functies binnen de infanterie komt hij in 1968 terug binnen de inlichtingen als plaatsvervangend hoofd G2 bij het 1e Legerkorps (1 Lk) gevolgd door hoofd G2 in 1970. Na deze functie keert hij terug naar de infanterie als commandant van het Regiment van Heutsz. In 1974 wordt hij Militair attaché. Bor gaat in 1979 als kolonel met Functioneel Leeftijdsontslag en wordt benoemd tot Officier in de Orde van Oranje-Nassau. Hij overlijdt in 1995.

## Onderscheidingen
Officier in de Orde van Oranje-Nassau met de Zwaarden

 Mobilisatie-Oorlogskruis

 Kruis voor Recht en Vrijheid met twee gespen

 Inhuldigingsmedaille 1948

 Herinneringskruis 1940-1945 van het Nederlandse Rode Kruis

 Kruis voor betoonde marsvaardigheid

 Koreamedaille van de Verenigde Naties

 UNTSO)

 UNEF)

Verder was Bor gerechtigd tot het dragen van:

 Onderscheidingsteken Hogere Militaire Vorming (HMV) ('Gouden zon‘)